# 1958 na literatura

## Eventos
- É publicado o livro História do carnaval carioca, de Eneida de Moraes.
- É publicado, pela Livraria Martins Editora, São Paulo, o livro Gabriela, Cravo e Canela, de Jorge Amado.

## Nascimentos
| Data           | Nome             | Profissão                           | Nacionalidade | Observações | Ref |
| -------------- | ---------------- | ----------------------------------- | ------------- | ----------- | --- |
| 4 de Abril     | Cazuza           | cantor, compositor e poeta          | Brasil        | m. 1990     |     |
| 1 de junho     | Laura Bergallo   | escritora                           | Brasil        |             |     |
| 15 de novembro | Leilane Neubarth | jornalista e escritora              | Brasil        |             |     |
| 16 de novembro | Anne Holt        | escritora, política e advogada      | Noruega       |             |     |
| 19 de novembro | Márcia Peltier   | jornalista e escritora              | Brasil        |             |     |
| 10 de dezembro | Cornelia Funke   | escritora literatura infantojuvenil | Alemanha      |             |     |

## Mortes
| Data            | Nome                     | Profissão                                 | Nacionalidade  | Observações | Ref |
| --------------- | ------------------------ | ----------------------------------------- | -------------- | ----------- | --- |
| 5 de Maio       | James Branch Cabell      | escritor                                  | Estados Unidos | n. 1879     |     |
| 12 de Fevereiro | Cornélio Pena            | romancista, pintor, gravador e desenhista | Brasil         | n. 1896     |     |
| 9 de Novembro   | Dorothy Canfield Fischer | escritora                                 | Estados Unidos | n. 1879     |     |
| 23 de Novembro  | Johnston McCulley        | escritor                                  | Canadá         | n. 1883     |     |

## Prémios literários
- Nobel de Literatura - Boris Leonidovich Pasternak
- Prémio Machado de Assis - Rachel de Queiroz
- Prêmio Hans Christian Andersen - Astrid Lindgren